# 도쿄 잔혹 경찰
도쿄 잔혹 경찰(일본어: 東京残酷警察, Tokyo Gore Police)은 일본에서 제작된 니시무라 요시히로 감독의 2008년 액션, 공포 영화이다. 시이나 에이히 등이 주연으로 출연하였고 하야마 요코 등이 제작에 참여하였다.

## 출연

### 주연
- 시이나 에이히
- 이타오 이츠지

### 조연
- 베니 유키히데
- 부 지지
- 호리베 게이스케
- 사와다 이쿠코
- 스가타 슌

## 제작진
- 미술: 노리 후쿠다